# Печатный процесс
Печа́тный проце́сс — процесс многократного получения оттисков на листы-носители (не путать с листами-оттисками).
К печатному процессу относятся обязательно: нанесение краски на печатную форму, подача к печатной форме бумаги или иного носителя, перенесение с печатной формы краски на бумагу (давлением, струйной, лазерной печатью), приём готового оттиска.
В зависимости от технологии к печатному процессу могут относиться также изготовление печатных форм, нарезка носителя (бумаги, ПВХ-плёнки, ткани и др.) из единого рулона и другие.
В наши дни крупные печатные машины способны выполнять весь печатный процесс, а также и некоторые послепечатные (например, биговку, фальцовку, брошюровку) практически без участия человека.